# USS Saratoga (CV-3)
O USS Saratoga (CV-3) foi um porta-aviões da Marinha dos Estados Unidos, pertencente a Classe Lexington, utilizado em 1946 para o quinto ensaio nuclear da história o teste Baker na Operação Crossroads.

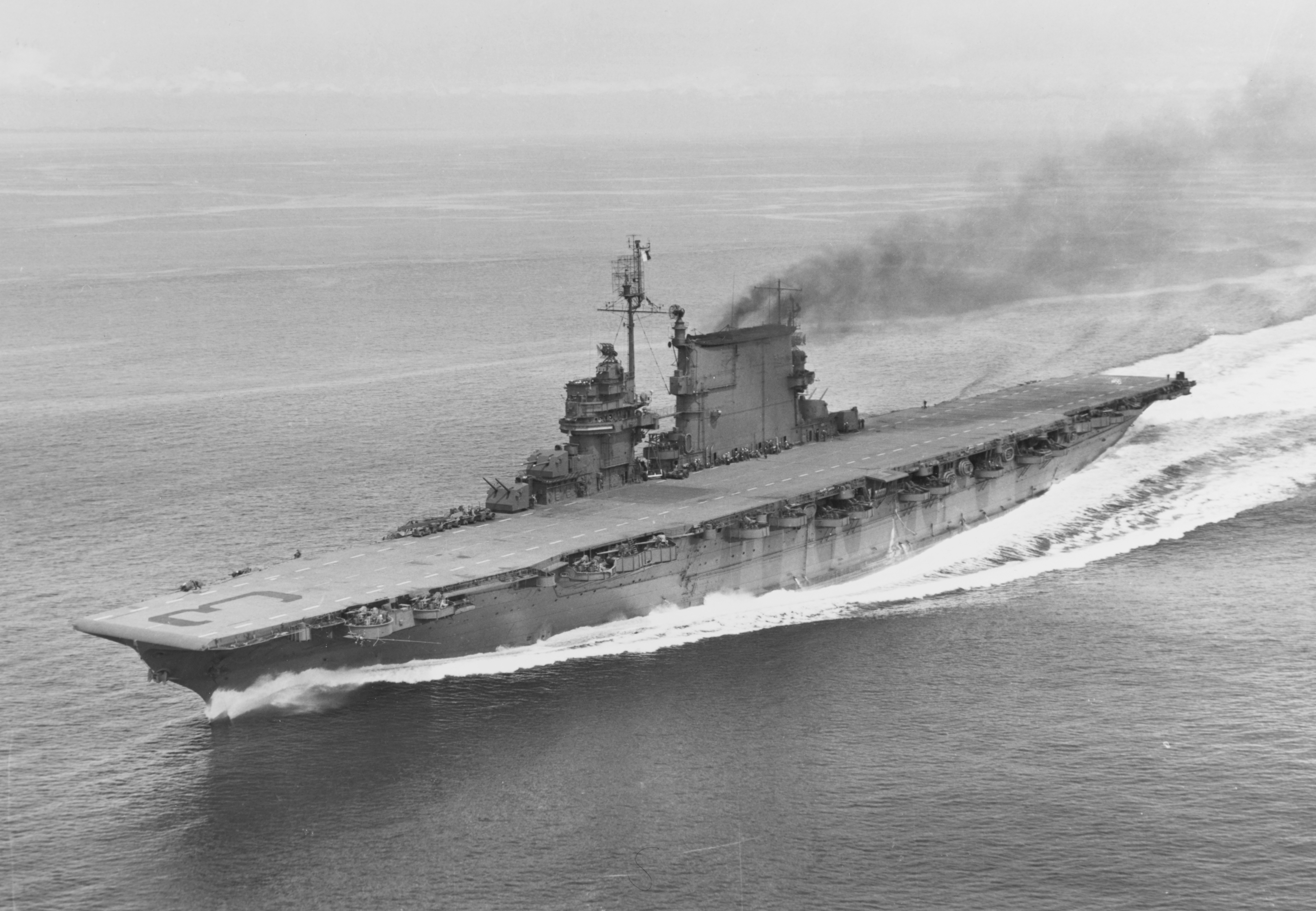
USS Saratoga (CV-3) 1945.
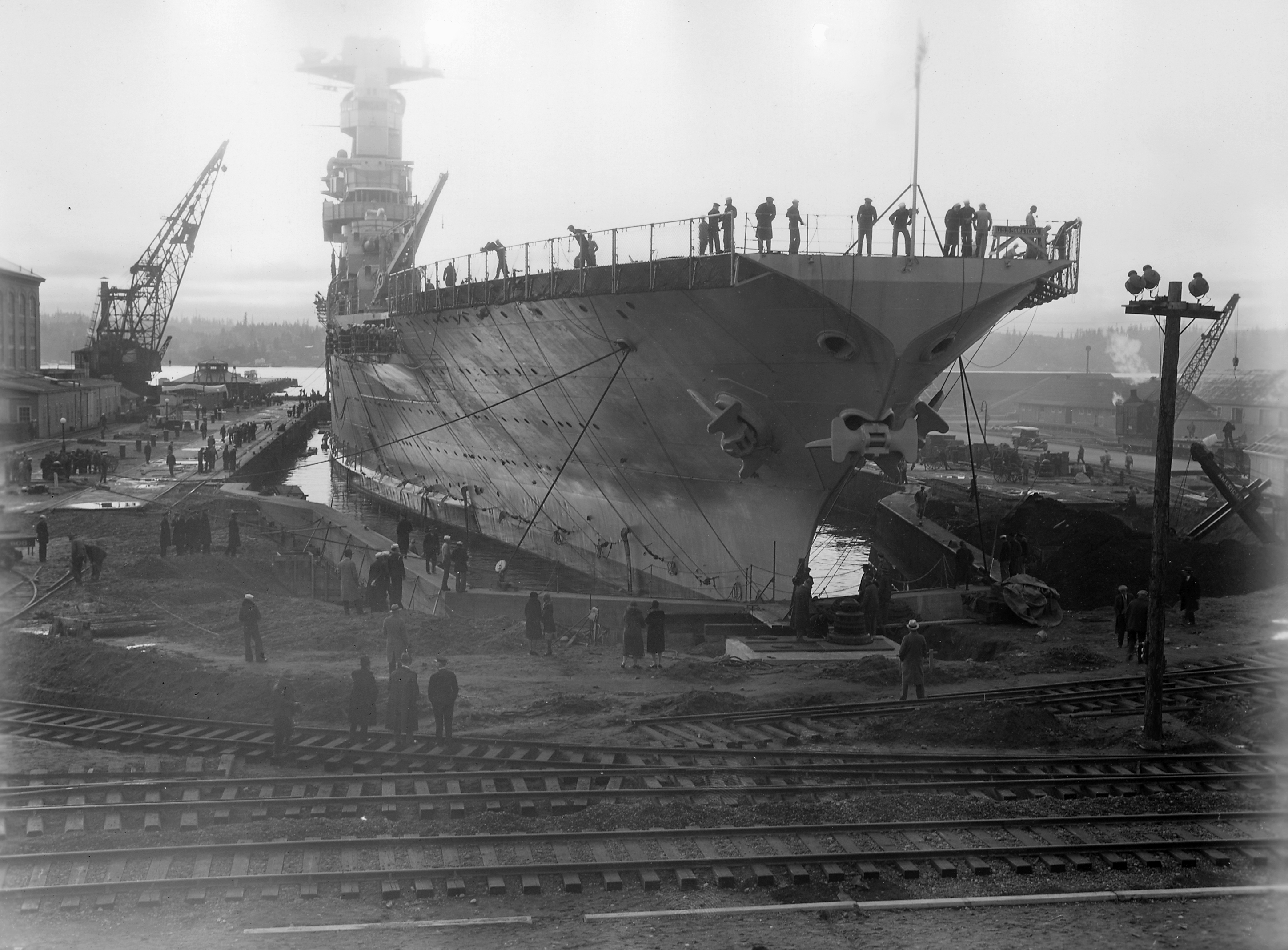
Saratoga docando em Puget Sound 1930.

## Prêmios e condecorações
| Bronze star |                                                       |
|             | Silver star · Bronze star · Bronze star · Bronze star |

| American Defense Service Medal com estrela de bronze da frota |                                                          |                            |
| American Campaign Medal                                       | Asiatic-Pacific Campaign Medal com 8 estrelas de serviço | World War II Victory Medal |